# FAQ
FAQ hay FAQs (đọc là "fack" hay "fax", "facts", "F.A.Q."), viết đầy đủ là Frequently Asked Questions (tiếng Việt: Các câu hỏi thường gặp), là các câu hỏi và trả lời thường theo cùng một chủ đề nhất định. Định dạng này thường được sử dụng trên danh sách gửi thư qua email và các diễn đàn trực tuyến khác, nơi những câu hỏi phổ biến thường có xu hướng được hỏi đi hỏi lại.
FAQ có thể nằm bất kỳ vị trí nào trên trang, song thông thường nhất là đầu trang hoặc cuối trang. Tùy thuộc vào cách sử dụng, thuật ngữ này có thể đề cập cụ thể đến một câu hỏi thường gặp hoặc một danh sách nhiều câu hỏi và câu trả lời của họ.